# 宇野常寛
宇野 常寛（うの つねひろ、1978年11月17日 - ）は、日本の評論家、編集者。批評誌『PLANETS』『モノノメ』編集長。明治大学特別招聘教授。市民投稿型ニュースサイト「8bitnews」副代表。岩手県文化芸術アドバイザー。一般社団法人パブリックアフェアーズジャパン理事。
著作に『ゼロ年代の想像力』（2008年）、『リトル・ピープルの時代』（2011年）、『母性のディストピア』（2017年）、『遅いインターネット』（2020年）、『庭の話』（2024年）など。

## 来歴・人物
2005年にインディーズで批評誌『PLANETS』を創刊、同誌を足がかりに活動の場を拡大し、2008年7月にデビュー作『ゼロ年代の想像力』（早川書房）を上梓した。その他にも代表作に『リトル・ピープルの時代』（幻冬舎、2011年）、『母性のディストピア』（集英社、2017年）などがある。
PLANETSは同名の批評誌の発行を行うサークルから法人化し、後述の書籍の出版、メールマガジンの発行、動画番組の配信、イベントの開催、私塾の運営など多岐に渡り活動している。
近年はPLANETSとしての活動の他に、ニュース番組や討論番組を中心にラジオ、テレビなどの放送媒体への出演も多く、2013年4月からニッポン放送『オールナイトニッポン0(ZERO)』金曜日パーソナリティ（14年3月まで）、2014年10月からJ-WAVE『THE HANGOUT』月曜ナビゲーター（16年9月まで）を担当した。2015年4月から2017年9月までは、日本テレビ『スッキリ!!』木曜日コメンテーターを務めていた。2018年9月から2019年6月までdTVチャンネルのニュース番組『ニュースX』の火曜日キャスターを務めた。2020年5月から、NHK『フェイクバスターズ』のMCを務めている。
2011年4月から東京大学教養学部で自治会自主ゼミ「現代文化論」を担当（同7月まで）、同10月からサバティカル休暇に入る高橋源一郎の代役として明治学院大学非常勤講師（12年3月まで）を務める。現在は、2013年4月から京都精華大学ポピュラーカルチャー学部非常勤講師（20年3月まで）、2015年4月から立教大学兼任講師を務める（2025年3月まで）。2025年4月から明治大学大学院理工学研究科特別招聘教授。
「遅いインターネット」（幻冬舎、2020年）では現代のソーシャルメディア上のコミュニケーションを人間を思考停止に導くものであると批判し、「遅いインターネット計画」を発表。同計画に基づいてPLANETSの運営するウェブマガジン「遅いインターネット」を創刊、また個人の発信ノウハウの共有を目的したワークショップ「PLANETSSCHOOL」を開講した。
2023年4月より産学官民のメンバーの集結した都市についての研究会「庭プロジェクト」を主宰。2025年5月22日に神奈川県鎌倉市、藤沢市にJR東海道線新駅開設に伴う再開発計画についての提案書を提出した。
2025年、『庭の話』で第1回永井荷風文学賞候補。

## 著書

### 単著
- 『ゼロ年代の想像力』（早川書房、2008年）
- 『リトル・ピープルの時代』（幻冬舎、2011年）
- 『日本文化の論点』（ちくま新書、2013年）
- 『原子爆弾とジョーカーなき世界』（メディアファクトリー、2013年）
- 『楽器と武器だけが人を殺すことができる』（KADOKAWA / メディアファクトリー、2014年）
- 『母性のディストピア』（集英社、2017年）
- 『若い読者のためのサブカルチャー論講義録』（朝日新聞出版、2018年）
- 『遅いインターネット』（幻冬舎、2020年）
- 『水曜日は働かない』（ホーム社 / 集英社、2022年）
- 『砂漠と異人たち』（朝日新聞出版、2022年）
- 『ひとりあそびの教科書』（河出書房新社、2023年）
- 『2020年代の想像力　文化時評アーカイブス2021-2023』（早川書房、2023年）
- 『チーム・オルタナティブの冒険』（ホーム社 / 集英社、2023年）
- 『庭の話』（講談社、2024年）

### 共著
- 『批評のジェノサイズ——サブカルチャー最終審判』（サイゾー、更科修一郎、2009年）
- 『希望論』（NHK出版、濱野智史、2012年）- 対談
- 『AKB48白熱論争』（幻冬舎新書、小林よしのり、中森明夫、濱野智史、2012年）
- 『こんな日本をつくりたい』（太田出版、石破茂、2012年）- 対談
- 『静かなる革命へのブループリント この国の未来をつくる7つの対話』（河出書房新社、猪子寿之、落合陽一、尾原和啓、門脇耕三、駒崎弘樹、根津孝太、吉田浩一郎、2014年）
- 『ナショナリズムの現在―〈ネトウヨ〉化する日本と東アジアの未来』（朝日新聞出版、萱野稔人、小林よしのり、朴順梨、與那覇潤、2014年）
- 『資本主義こそが究極の革命である 市場から社会を変えるイノベーターたち』（KADOKAWA、粟飯原理咲、安藝貴範、安宅和人、川鍋一郎、北川拓也、野林徳行、古川健介、森健志郎、2015年）
- 『ものづくり2.0 メイカーズムーブメントの日本的展開』（KADOKAWA、岩佐琢磨、大西裕弥、小笠原治、川口盛之助、田子學、根津孝太、小西哲哉、近藤玄大、山浦博志）
- 『これからの「カッコよさ」の話をしよう』（KADOKAWA、浅子佳英、門脇耕三、2015年8月） - 対談
- 『新しい地図の見つけ方』（KADOKAWA / メディアファクトリー、吉田尚記、2016年）
- 『人類を前に進めたい チームラボと境界のない世界』（猪子寿之、PLANETS、2019年） - 対談

### 監修
- 別冊サイゾー×PLANETS 文化時評アーカイブス2011-2012 (月刊サイゾー5月号増刊、2012年3月)
- ダ・ヴィンチ×PLANETS 文化時評アーカイブス2012-2013 (メディアファクトリー、2012年3月)
- 別冊サイゾー×PLANETS 文化時評アーカイブス2013-2014（月刊サイゾー5月号増刊、2014年3月）
- 朝日新聞出版×PLANETS 文化時評アーカイブス2014-2015

### 編集協力
- 思想地図vol.4 特集・想像力 (NHKブックス別巻)（日本放送出版協会 2009年11月）
- 週刊朝日増刊 朝日ジャーナル 日本破壊計画（朝日新聞出版 2011年 3/19号）

## 出演

### 映画
- さまよう小指（2014年9月14日公開、竹葉リサ監督） - 文房具店の店員 役
- 一度死んでみた（2020年3月20日公開、浜崎慎治監督） - コメンテーター 役

### テレビ番組
- ETV特集「“ノンポリのオタク”が日本を変える時 〜怒れる批評家、宇野常寛〜」（2013年2月10日、NHK総合）[4]
- スッキリ!!（2015年3月30日 - 2017年9月28日、日本テレビ） - コメンテーター[5]
- ラストアイドル（2017年10月15日 - 、テレビ朝日） - 審査員として不定期出演
- 100分de名著スペシャル「100分de石ノ森章太郎」（2018年9月8日、NHK）
- フェイク·バスターズ（2020年5月5日、8月20日、12月18日、2021年8月10日、2022年8月5日、2023年8月26日、2024年12月26日、NHK） - 進行役として出演

### ラジオ
- 宇野常寛のオールナイトニッポン0(ZERO)（2013年4月5日 - 2014年3月28日、ニッポン放送） - メインパーソナリティー
- THE HANGOUT（2014年10月6日 - 2016年9月27日、J-WAVE） - 月曜ナビゲーター

### 音声講義
- 『遅いインターネット』を語る（VOOX、2021年2月）

## PLANETS
宇野が主宰する批評誌（不定期刊）。副編集長はゲーム研究者の中川大地である。
2005年にサブカルチャー批評誌として創刊されたが、近刊は情報社会特集（vol.8）や東京オリンピック特集（vol.9）、など総合誌的な内容に移行している。誌名は宇野が大学在学中に主宰していたテキストサイト（「惑星開発委員会」）に由来する。創刊当初は主催する同人サークル「第二次惑星開発委員会」の発行だったが近刊は「株式会社PLANETS」から発行されている。
PLANETSは雑誌名であると同時に、主宰するメディア全体に対する名称でもある。2019年現在、PLANETSの活動は雑誌出版に加え書籍単行本の出版、メールマガジンの発行、インターネット番組の配信、トークイベントの開催、オンラインサロンの運営など多岐に渡っている。

### PLANETS（雑誌）
- 『PLANETS』vol.1（2005年12月）
- 『PLANETS』vol.2（2006年8月）
  - 稲葉振一郎、鹿島田真希、木皿泉、白倉伸一郎のインタビュー、宇野常寛と更科修一郎の対談等。
- 『PLANETS』vol.3（2007年6月）
  - 飛浩隆、二村ヒトシ、山下敦弘、鈴木謙介のインタビュー、森川嘉一郎と宮台真司、宇野常寛と更科修一郎の対談等。
- 『PLANETS』vol.4（2008年2月）
  - 東浩紀、市川真人（前田塁）、大森望、岡太地、シギサワカヤ、川上未映子、前田司郎のインタビュー、宇野常寛、更科修一郎、中森明夫の鼎談等。
- 『PLANETS』vol.5（2008年8月）
  - 浅野妙子、大河内一楼、大森南朋、岡田恵和、小谷野敦、斎藤環、三木聡のインタビュー、山本寛と更科修一郎の対談、宇野常寛と荻上チキの対談等。
- 『PLANETS』vol.6（2009年5月）《特集》お笑い批評宣言 バラエティから見る日本文化史
  - NON STYLE、 U字工事、 マシンガンズ、 かわら長介、 大谷ノブ彦（ダイノジ）のインタビュー、宇野常寛と大澤真幸の対談等。
- 『波状言論+PLANETS 2009 SUMMER SPECIAL Final Critical Ride』（2009年8月）
  - 東浩紀と共同編集した平成仮面ライダーシリーズに関する同人誌。
- 『波状言論+PLANETS 2010 WINTER SPECIAL Final Critical Ride 2』（2009年12月）
  - 東浩紀&宇野常寛によるRIDER SPIRITS炸裂のカルチャー批評誌、特集は「エヴァ破」。
- 『PLANETS SPECIAL 2010 ゼロ年代のすべて』（2009年12月）
  - 宮台真司＋東浩紀＋宇野常寛、濱野智史＋荻上チキ、大森美香、谷口悟郎へのインタビュー、ゼロ年代カルチャー総括座談会（漫画編、映画編、ドラマ編、アニメ編、ゲーム編、小説編、音楽編、お笑い編、美術編、演劇編）
- 『PLANETS』vol.7（2010年8月）
  - 《特集》ゲーム批評の三角形 堀井雄二、松野泰己、柏木准一、芝村裕吏、田中剛、内田明理のインタビュー。ZUN＋竜騎士07の対談等。『伝説巨神イデオン』対談 戸田恵子＋坂井真紀、『ちりとてちん』再放送記念対談 茂山宗彦＋加藤虎ノ介。表紙は松井玲奈。
- 『CYZO×PLANETS SPECIAL PRELUDE 2011』（2010年12月）
  - 渡辺あや、入江悠、梅沢和木へのインタビュー。『ゲゲゲの女房』アシスタント同窓会 斎藤工×窪田正孝×柄本佑。表紙は橋本愛。
- 『PLANETS SPECIAL 2011 夏休みの終わりに』（2011年8月）
  - 小林よしのり + 中森明夫 + 宇野常寛によるAKB48論 、宇野による宮台真司、小熊英二、中沢新一インタビューなど。表紙は有村架純。
- 『PLANETS』vol.8 (PLANETSリニューアル号)(2012年12月)
  - 特集は「21世紀の〈原理〉――ソーシャルメディア・ゲーミフィケーション・拡張現実」。猪子寿之、濱野智史らとの基調鼎談。國分功一郎、駒崎弘樹、古市憲寿などとの対談。荻上チキ、開沼博、鈴木謙介との座談会。表紙はAKB48の横山由依。
- 『PLANETS』 vol.9（2015年1月）
  - 特集は「2020年の東京五輪計画と近未来の日本像」【Aパート：Alternatives】オルタナティブ・オリンピック／パラリンピック・プロジェクト【Bパート：Blueprint】2020年の東京の青写真、「都市開発」について【Cパート：Cultural Festival】2020年の夏休み ～オリンピック連動の「文化」祭計画～【Dパート：Destruction】セキュリティ・シミュレーション「オリンピック破壊計画」の4パートからなる。吉田尚記、猪子寿之、乙武洋匡、岡田武史、古田敦也、有森裕子、井上明人、門脇耕三、南後由和、速水健朗、落合陽一、水口哲也、鈴木英敬、達増拓也、白井宏昌、浅生鴨、夏野剛、増田セバスチャン、井上伸一郎、安藝貴範、伊藤博之、田中秀臣、井上敏樹、中川大地ほか
- 『PLANETS』 vol.10（2018年10月）
  - 特集は「〈戦争〉と〈平和〉の現在形」。伊勢崎賢治、黒井文太郎、橘宏樹による鼎談。藤井宏一郎の平和マーケティングについてのインタビュー。井上明人の寄稿、消極性研究会（栗原一貴、西田健志、濱崎雅弘、簗瀬洋平、渡邊恵太の5名）による座談会。押井守、片渕須直のインタビューなど。
  - その他、宇野の提唱する「遅いインターネット」計画をめぐる座談会（乙武洋匡、ハリス鈴木絵美、前田裕二、村本大輔、家入一真、佐渡島庸平、箕輪厚介が参加）。ランニング誌『走るひと』とコラボレーションした雑誌内雑誌企画。福嶋亮大、チョウ・イクマン、イケダハヤト、岸本千佳、近藤那央、児玉健、坂本崇博、たかまつなな、鷹鳥屋明、丸若裕俊のインタビュー、対談等を掲載。

### モノノメ（雑誌）
- 『モノノメ 創刊号』（2021年9月）
  - 検索やSNSでは辿り着けない言葉を届けることを掲げ、宇野の提唱する「遅いインターネット」運動の一環として創刊。「都市の再設定」をテーマとした巻頭特集では地方創生や震災復興の視点から都市空間を考える座談会（饗庭伸、安宅和人、菊池昌枝、渡邉康太郎）や、都市に潜む生き物の眼から都市を「読む」取材企画（人間外から都市を読む）や、夜の都市に「飲まないあそび場」をつくることをコンセプトとした妄想企画「飲まない東京」などを掲載。
  - そのほか2020年のオリンピック開催をめぐる座談会（オルタナティブ・オリンピック・プロジェクト再考──TOKYO2020はどうあるべきだったか｜宇野常寛×乙武洋匡×岡島礼奈×門脇耕三）や、鞍田崇、井庭崇、浅生鴨、最上和子、猪子寿之らの寄稿、川上弘美、高山都らのインタビュー企画も掲載。

- 『モノノメ 2』（2022年3月）
  - 特集テーマは「身体論」。身体を社会に適応させてきた時代から、社会を身体に合わせる動きへと転換が進む一方、SNS上の身体は画一化されている。こうした身体と精神の分裂を背景に、ケアやサイボーグ、舞踏、宗教など多角的に身体を考察した。ケアとサイボーグという異なる身体観を結ぶ座談会（田中みゆき、牛場潤一、緒方壽人、笠原俊一らが参加）や、遠藤謙・落合陽一・乙武洋匡による義足プロジェクトの鼎談、藤嶋陽子の被服論考などを掲載。

### 書籍
後述のPLANETSメールマガジンの連載記事に加筆、修正したものが株式会社PLANETSより書籍単行本として発売されている。また、同メールマガジンの連載には株式会社PLANETS以外の出版社から刊行されているものもある。國分功一郎『哲学の先生と人生の話をしよう』（朝日新聞出版、2013）、中川大地『現代ゲーム全史』（早川書房、2016）などがこれに当たる。
- 『魔法の世紀』落合陽一（PLANETS、2015年）
- 『ドラがたり』稲田豊史（PLANETS、2017年）
- 『カーデザインは未来を描く』根津孝太（PLANETS、2017年）
- 『現役官僚の滞英日記』橘宏樹（PLANETS、2018年）
- 『デジタルネイチャー: 生態系を為す汎神化した計算機による侘と寂』落合陽一（PLANETS、2018年）
- 『ウルトラマンと戦後サブカルチャーの風景』福嶋亮大（PLANETS、2018年）
- 『現代アニメ「超」講義』石岡良治（PLANETS、2019年）
- 『人類を前に進めたい　チームラボと境界のない世界』猪子寿之、宇野常寛（PLANETS、2019年）
- 『男と遊び』井上敏樹（PLANETS、2020年）
- 『人工知能が「生命」になるとき』三宅陽一郎（PLANETS、2020年）
- 『意識が高くない僕たちのためのゼロからはじめる働き方改革』（PLANETS、2021年）
- 『テレビドラマクロニクル 1990→2020』成馬零一（PLANETS、2021年）
- 『乗るつもりのなかった高速道路に乗って』高佐一慈（PLANETS、2022年）
- 『知られざるコンピューターの思想史　アメリカン・アイデアリズムから分析哲学へ』小山虎（PLANETS、2022年）
- 『2020年代のまちづくり: 震災復興から地方創生へ、オリンピックからアフターコロナへ』（PLANETS、2023年）
- 『娘が母を殺すには?』三宅香帆（PLANETS、2024年）
- 『脱「学校」論：誰も取り残されない教育をつくる』白井智子（PLANETS、2024年）
- 『世界文学のアーキテクチャ』福嶋亮大（PLANETS、2025年）

### メールマガジン
夜間飛行、ニコニコ、noteなどのスタンドで配信。週5日の配信を行う。宇野常寛、猪子寿之、落合陽一、福嶋亮大、古川健介、周庭、井上敏樹などの連載に加え、宇野の大学での講義録やPLANETS主催のイベントの採録が配信される。

### インターネット放送
YouTubeの「PLANETS YouTubeチャンネル」と、ニコニコの「PLANETSチャンネル」、オンラインサロン 「PLANETS School」で配信。宇野が出演する下記の番組に加え、PLANETS主催のトークイベントの生中継、宇野と関係の深いメディアアーティストの落合陽一、批評家の石岡良治の番組などが配信されている。

### オンラインサロン
2018年3月より、オンラインサロン「PLANETS School（旧：PLANETSCLUB）」を開設。